# Takayuki Yoneda
Takayuki Yoneda (米田隆之?, Yoneda Takayuki; 15 marzo 1979) è un ex giocatore di football americano giapponese che ha giocato come defensive lineman.